# 211 (număr)
211 (două sute unsprezece) este numărul natural care urmează după 210 și precede pe 212 într-un șir crescător de numere naturale.

## În matematică
211:
- Este un număr impar.
- Este un număr Euclid[1][2] și un prim Euclid[1][3].
- Este un număr prim brazilian.[4][5]
- Este un număr prim Chen.[6][7]
- Este un număr prim Devlali.[8][9]
- Este un număr prim cubic generalizat.[10]
- Este un număr prim echilibrat.[11][12]
- Este un număr prim Euclid[13][14]
- Este un număr prim interior.[15][16]
- Este un număr prim izolat.[17][18]
- Este un număr prim plat.[19][20]
- Este un număr prim subțire.[21][22]
- Este un număr primorial.[23][24]
- Este un număr centrat decagonal.[25]
- Este suma a trei numere prime consecutive: 211 = 67 + 71 + 73.
- Suma cifrelor sale este un pătrat: 2 + 1 + 1 = 4 = 22.
- Produsul cifrelor sale este un număr prim: 2 × 1 × 1 = 2.
- Rearanjarea cifrelor sale ca 121 este tot un pătrat: 112.
- În baza 14 este un repdigit (11114).

## În știință

### În astronomie
- Obiectul NGC 211 (același cu NGC 203) din New General Catalogue este o galaxie lenticulară cu o magnitudine 14,1 în constelația Peștii.
- 211 Isolda este un asteroid din centura principală.
- 211P/Hill este o cometă periodică din sistemul nostru solar.

## În alte domenii
211 se poate referi la:
- Numărul de apel de urgență pentru servicii medicale în SUA și Canada.
- Prefixul telefonic al Sudanului.